# Camille Sainte-Luce
Camille Sainte-Luce (Le Blanc-Mesnil, 18 aprile 1996) è una martellista francese.

## Biografia
Sainte-Luce ha esordito internazionalmente nel 2013. Dopo aver vinto una medaglia d'argento in Polonia agli Europei under 23 nel 2017; l'anno seguente ha vinto una medaglia di bronzo in Spagna ai Giochi del Mediterraneo.

## Palmarès
| Anno | Manifestazione             | Sede       | Evento              | Risultato | Prestazione | Note |
| ---- | -------------------------- | ---------- | ------------------- | --------- | ----------- | ---- |
| 2013 | Mondiali U18               | Donec'k    | Lancio del martello | 24ª (q)   | 58,80 m     |      |
| 2015 | Europei U20                | Eskilstuna | Lancio del martello | 9ª        | 59,15 m     |      |
| 2016 | Camp. del Mediterraneo U23 | Tunisi     | Lancio del martello | Argento   | 64,07 m     |      |
| 2017 | Europei U23                | Bydgoszcz  | Lancio del martello | Argento   | 66,98 m     |      |
| 2018 | Camp. del Mediterraneo U23 | Jesolo     | Lancio del martello | Argento   | 64,47 m     |      |
| 2018 | Giochi del Mediterraneo    | Tarragona  | Lancio del martello | Bronzo    | 68,93 m     |      |